# هیش
هیش (به هلندی: Heesch) یک منطقهٔ مسکونی در هلند است که در برن‌هیزه واقع شده‌است. هیش ۱۲٬۵۴۷ نفر جمعیت دارد.